# Zaretis itys
Zaretis itys (denominada popularmente, em português, borboleta-folha, folha-seca ou canoa-rosa; em inglês, Itys Leafwing ou Skeletonized Leafwing) é uma borboleta neotropical da família Nymphalidae e subfamília Charaxinae, encontrada na Mata Atlântica do Brasil (Rio de Janeiro e Espírito Santo: subespécie Z. itys itylus (Westwood, 1850)) e do México (Chiapas) até a bacia do rio Amazonas, Peru e Bolívia (subespécie Z. itys itys). Foi classificada por Pieter Cramer, com a denominação de Papilio itys, em 1777 e com seu tipo nomenclatural coletado no Suriname. Suas lagartas se alimentam de plantas do gênero Casearia, Ryanea e Laetia.

## Descrição
Adultos desta espécie, do sexo masculino, vistos por cima, possuem as asas de contornos falciformes e com envergadura chegando a até 6.4 centímetros, de tonalidade marrom-alaranjada; além de apresentar uma área enegrecida na metade superior e exterior das asas anteriores. Vistos por baixo, apresentam a semelhança com uma folha seca, com desenhos mosqueados que fazem lembrar o ataque de fungos; além de apresentar prolongamentos, em suas asas posteriores, lembrando pecíolos foliares. Fêmeas apresentam uma área descorada na metade apical de suas asas anteriores.

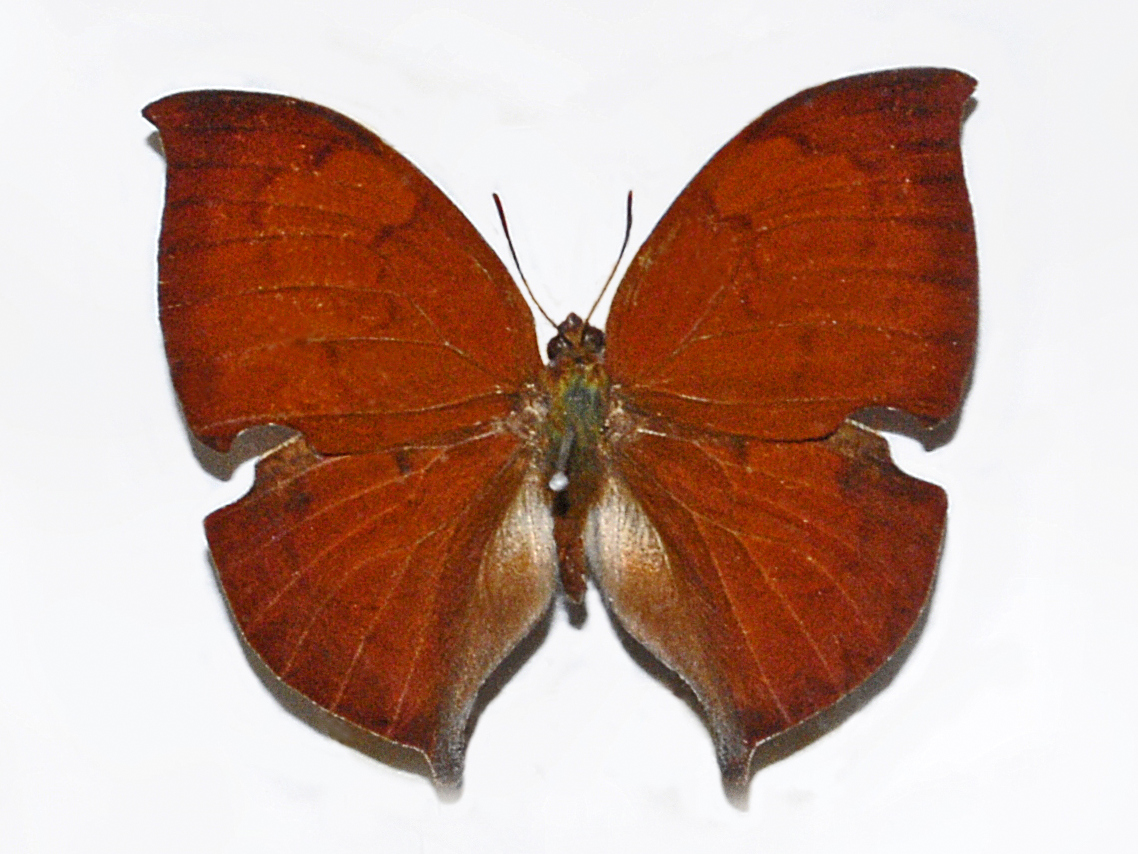
Fotografia do macho de Z. itys com a coloração enegrecida, em suas asas, menos visível.

## Hábitos
Espécies do gênero Zaretis podem ser encontradas em floresta de transição, estacional, sendo também encontradas em ambiente de cerrado. São ativas nas horas quentes do dia, se alimentando das substâncias resultantes da fermentação em frutos e exsudações em troncos de árvores ou folhagem.